# Кардамахи
Кардамахи (дарг. Къярд-махьи в пер. — «отселок на обрыве реки») — село в Сергокалинском районе Дагестана.
Входит в состав Миглакасимахинской сельской администрации (включает села: Миглакасимахи, Кардамахи, Кулькибекмахи, Ханцкаркамахи).

## География
Село расположено в 30 км к юго-западу от районного центра — села Сергокала.

## Население
| 1926 | 1939 | 1970 | 1989 | 2002 | 2010 | 2021 |
| ---- | ---- | ---- | ---- | ---- | ---- | ---- |
| 78   | ↗97  | ↗102 | ↘53  | ↗140 | ↘106 | ↘76  |

Даргинское село.